# 부흥고등학교 (부산)
부흥고등학교(復興高等學校)는 대한민국 부산광역시 해운대구 좌동에 있는 공립 고등학교이다.

## 학교 연혁
- 1997년 1월 13일 : 24학급 설립 인가
- 1997년 3월 1일 : 초대 이기정 교장 취임
- 1997년 3월 5일 : 개교 및 제1회 입학식 (신입생 503명)
- 1998년 2월 12일 : 제1회 졸업식(졸업생 13명)
- 2004년 4월 1일 : 교실 증축 및 정독실 설치
- 2005년 6월 9일 : 부흥관(강당), 부현재(도서관) 개관식
- 2022년 3월 2일 : 인공지능(AI)교육 선도학교 운영
- 2023년 3월 1일 : 제12대 남동식 교장 취임
- 2023년 12월 29일 : 제27회 졸업식(졸업생 266명) 누계 (9,738명)
- 2024년 3월 4일 : 제28회 입학식(입학생 285명)
- 2024년 3월 4일 : 고교학점제 학교공간조성 구축 완료

## 참고 자료
- 부흥고등학교 - 한국교육학술정보원 학교알리미